# هوغو مونتيرو
هوغو مونتيرو (بالبرتغالية: Hugo Rogério Ferreira Monteiro‏) (9 مايو 1985 ببورتو في البرتغال - ) هو لاعب كرة قدم برتغالي في مركز الوسط. شارك مع منتخب البرتغال تحت 16 سنة لكرة القدم ومنتخب البرتغال تحت 17 سنة لكرة القدم ومنتخب البرتغال تحت 18 سنة لكرة القدم ومنتخب البرتغال تحت 19 سنة لكرة القدم ومنتخب البرتغال تحت 20 سنة لكرة القدم. أما مع النوادي، فقد لعب مع نادي أروكا ونادي بوافيشتا ونادي جل فيسنتي ونادي ليتشويس ونادي غوندومار وAnadia F.C. ‏ وU.S.C. Paredes ‏ وC.F. União de Lamas ‏.

## روابط خارجية
- هوغو مونتيرو على موقع قاعدة بيانات كرة القدم.إي يو (الإنجليزية)
- هوغو مونتيرو على موقع Soccerway.com (الإنجليزية)
- هوغو مونتيرو على موقع AS.com (الإسبانية)